# Playback (grupo surcoreano)
Playback (hangul: 플레이백) es un grupo femenino surcoreano formado por Clear Company en 2015. Debutaron el 25 de junio de 2015 con el sencillo digital "Playback". El grupo consta de cinco miembros: Yunji, Hayoung, Yujin, Woolim y Eunjin.

## Historia
Antes de unirse a Playback, Woolim pasó tres años como aprendiz en JYP Entertainment. Más tarde saltó a la fama después de que un video de su aparición en el programa de canto misterioso de Mnet I Can See Your Voice, donde interpretó "Problem" de Ariana Grande, se volvió viral.
Playback lanzó su álbum debut homónimo, Playback, y la canción principal del mismo nombre el 25 de junio de 2015. Solo tres meses después, el grupo anunció que planeaba lanzar un nuevo álbum sencillo el 2 de septiembre. La canción principal del álbum ". Me pregunto ", contó con el conocido cantante y presentador Eric Nam. La canción atrajo la atención de los medios debido a la participación del popular equipo de producción noruego ELEMENT, cuyo currículum incluye a CeeLo Green, Musiq Soulchild y Madcon.
El 13 de octubre de 2017 KST, la agencia de Playback, Coridel Entertainment, emitió un comunicado a través del fan cafe oficial del grupo para confirmar que los miembros se unirán al programa de supervivencia de YG, Mix Nine. Dijeron: " Después de un largo período de inactividad y preparándose para un regreso, el grupo recibió una oferta para aparecer en el programa 'Mix Nine'. Decidimos ir al programa porque creemos que será una buena oportunidad para que cada miembro muestre sus talentos y habilidades. Los miembros del grupo se están preparando y trabajando arduamente para mostrar lo mejor de sí mismos y tienen como objetivo lanzar un álbum a mediados de octubre, así que estad atentos y continúen apoyando a las chicas. " 

## Miembros
- Lee Yun-ji (이윤지)
- Lee Ha-young (이하영)
- Lee Yu-jin (소유진)
- Hwang Woo-lim (황우림)
- Ma Eun-jin (마 은진)

## Discografía
| Título                  | Detalles del álbum                                                                                                 | Posiciones pico en la tabla | Ventas     |
| Título                  | Detalles del álbum                                                                                                 | KOR </br>                   | Ventas     |
| ----------------------- | --- | --------------------------- | ---------- |
| Me pregunto (플레이 백) | - Lanzamiento: 2 de septiembre de 2015 - Sello: Coridel Entertainment, CJ E&amp;M - Formatos: CD, descarga digital | 36                          | - KOR: 375 |

### Individual
| Título                                         | Año  | Posiciones pico en la tabla | Posiciones pico en la tabla                                                                                                  | Álbum       |
| Título                                         | Año  | KOR                         | nosotros<br id="mwYw"><br></br> Mundo </br>                                                                                  | Álbum       |
| ---------------------------------------------- | ---- | --------------------------- | --- | ----------- |
| "Reproducción" (플레이 백)                     | 2015 | -                           | rowspan="" style="background-color:#Non-album single;color:black; text-align:center; vertical-align:middle;" \|              |             |
| "Me pregunto" (없을까?) (Ft. Eric Nam )        | 2015 | -                           | - | Me pregunto |
| "Historia no contada" (말하지 못한 이야기)     | 2017 | -                           | rowspan="2" rowspan="" style="background-color:#Non-album singles;color:black; text-align:center; vertical-align:middle;" \| |             |
| "Quiero que digas" (말해줘)                    | 2017 | -                           | 23 |             |
| "-" denota lanzamientos que no se registraron. |      |                             | |             |

## Videografia

### Videos musicales
| Año  | Título                         | Director                                                      |
| ---- | ------------------------------ | ------------------------------------------------------------- |
| 2015 | "Reproducción"                 | Kim Eun-yoo </br> (Producción de 12 rondas)                   |
| 2015 | "Me pregunto" hazaña. Eric Nam | Kim Eun-yoo </br> (Producción de 12 rondas)                   |
| 2017 | "Quiero que digas"             | Kim Young-jo, Yoo Seung-woo </br> (Producción creativa NAIVE) |